# روكيوبرون
روكيوبرون (بالفرنسية: Roquebrune-Cap-Martin)‏ هي بلدية فرنسية تقع في إقليم الألب البحرية من منطقة بروفنس ألب كوت دازور في جنوب شرق فرنسا. تبلغ مساحة هذه المدينة 9.33 (كم²)، وترتفع عن سطح البحر م، يبلغ عدد سكانها 13515 نسمة حسب إحصاء المعهد الوطني للإحصاء والدراسات الاقتصادية سنة 2009 م. وترأس Patrick Césari البلدية خلال فترة (2008-2014).

## أعلام
- جيل بانزي
- لو كوربوزييه

## وصلات خارجية
- صفحة البلدية على موقع المعهد الوطني للإحصاء والدراسات الاقتصادية